# Мария Боровиченко
Мария Сергеевна Боровиченко (21 октомври 1925 г., Киев – 14 юли 1943 г., близо до село Орловка, Курска област) – медицински инструктор, участник във Великата отечествена война, Герой на Съветския съюз. Украинка.

## Биография
Мария Боровиченко е родена на 21 октомври 1925 г. в къща номер 26 на улица „Мишеловская“ (сега улица „Квитки-Основяненко“), което влиза в границите на Киев през 1923 г. Останала в ранна възраст без майка, тя е отгледана от собствената си леля Евдокия Андреевна Бурлацкая. През 1933 г. отива в първи клас на киевското средно училище № 122. През 1941 г., след като получава 8-годишно образование, завършва курсове за медицински сестри.
През август 1941 г., когато германските войски вече са близо до Киев, Мария се явява в щаба на 5-а въздушнодесантна бригада, командвана от генерал Александър Родимцев, с молба да се запише доброволно като санитар. Записана е в бригадата на 11 август и още на 13 август, по време на битка на територията на Киевския селскостопански институт, боецът Боровиченко носи осем войници и застрелва двама германци, докато спасява командира на батальона Симкин. Сред бойците Боровиченко получава името „Машенка от капана за мишки“.
На 5 септември 1941 г. в битката при Конотоп Маша не само успява да спаси повече от 20 войници, но и помага да се монтира картечница на височина близо до река Сейм, което решава изхода на битката.
На 6 ноември 1941 г. управлението на 5-а въздушнодесантна бригада е разгърнато в управлението на 87-а стрелкова дивизия, а на 19 януари 1942 г. 87-а стрелкова дивизия е реорганизирана в 13-а гвардейска стрелкова дивизия.
През лятото на 1942 г. в битка при село Гутрово медицинската сестра тръгва в атака заедно с всички и когато вражески войник избива пистолета ѝ, тя вдига пленена картечница и унищожава четирима немци. Заедно с дивизията на Родимцев Боровиченко се оттегля чак до Сталинград, където взима активно участие в Сталинградската битка.
През лятото на 1943 г. корпусът на генерал Родимцев води ожесточени битки край Обоян, където нацистките части се опитват да пробият към Курск. Там Машенка, вече с чин гвардейски старши сержант, спасява лейтенант Корниенко, като го покрива с тялото си и хвърля граната по вражеския танк. Част от снаряд я поразява право в сърцето. Това става на 14 юли близо до село Орловка, Ивнянски район (сега Белгородска област). Погребана е в село Орловка.

## Награди
20 години след смъртта на Мария Боровиченко гвардейците – ветерани от частта, в която служи Мария, повдигат въпроса за награждаването и увековечаването на паметта на героинята. Титлата Герой на СССР на „Машенка от капана за мишки“ е присъдена с Указ на Президиума на Върховния съвет на СССР от 6 май 1965 г. „за образцово изпълнение на бойни задачи на командването на фронта на борбата срещу нацистките нашественици по време на Великата отечествена война и проявената при това смелост и героизъм...“.

## Памет
- Улица в град Киев носи името на Мария Боровиченко (бивша 153-та улица Нова, Архангельская)
- Улица в село Ивня в Белгородска област носи името на Мария Боровиченко
- Киевско средно училище № 122, където Мария учи, носи нейното име. В близост до училището има неин бюст-паметник, а на фасадата на училището е поставена паметна плоча.
- Сафоновската гимназия (в село Сафоновка – до село Орловка, мястото на смъртта на Мария) носи нейното име. Във фоайето на училището е поставен бюст на Героя на СССР.
- Изложбата на музея-диорама „Огнена дъга“ в Белгород описва героичната смърт на Мария Сергеевна Боровиченко.

## В културата
През 1965 г., въз основа на документалната история „Машенка от капана за мишки“ за Мария Боровиченко, написана от командира на дивизията, в която тя служи, генерал-полковник А. И. Родимцев, режисьорът Суламит Цибулник заснема филма „Няма неизвестни войници“, ролята на Мария е изиграна от актрисата Наталия Ричагова.